# دانيال ليون
دانيال ليون (بالإنجليزية: Daniel Leon)‏ (14 أكتوبر 1974 بليما في بيرو - ) هو لاعب كرة قدم أمريكي في مركز الوسط. لعب مع Brooklyn Knights ‏ وLong Island Rough Riders ‏.

## وصلات خارجية
- دانيال ليون على موقع قاعدة بيانات كرة القدم.إي يو (الإنجليزية)